# 杭衢高速铁路
杭衢高速铁路，为中国一条连接杭州市和衢州市的铁路客运专线，全线设计时速为350公里（桐庐-建德段限速250）。其中，杭州至桐庐段利用商杭客运专线，桐庐至建德段与杭黄客运专线共线，新建建德至衢州段全长130.8公里，预计2025年建成。届时从杭州西站出发，40余分钟就能到达衢州。

## 建设过程
杭衢铁路建衢段项目总投资约236.30亿元，是中国首条采用“PPP+EPC”模式运作的高速铁路项目。建成后，对推进杭衢同城化、加快大花园建设具有重要意义。
2019年3月28日，杭衢铁路建衢段开工仪式在衢州西站站区现场举行，标志项目全线开工。
2021年5月1日，杭衢铁路首条隧道胡家1号顺利贯通。
2022年5月22日，上跨金千铁路、G330国道、南浦溪的跨金千铁路特大桥连续梁上浇筑完成，连续梁顺利合龙。6月8日，杭衢铁路开始无砟轨道施工。7月5日，杭衢铁路最长隧道天池山隧道全线贯通。7月19日，杭衢铁路常山江特大桥连续梁在九景衢铁路上方转身实现精准对接，全线唯一转体连续梁顺利完成转体施工。10月20日，杭衢铁路进入无砟轨道全面施工阶段。11月5日，杭衢铁路全线跨度最大、结构技术最复杂、单体工程量最大的桥梁工程，常山江特大桥矮塔斜拉桥顺利合龙。11月30日，新安江特大桥顺利合龙。
2023年9月16日，杭衢铁路全线开始无砟轨道施工。
2024年1月6日，杭衢高铁外塘畈隧道顺利贯通，全线38座隧道全部贯通。
2024年10月29日，杭衢铁路正式进入全线铺轨阶段。

## 沿线车站
杭衢铁路（建德至衢州段）共设6个车站，由东向西分别为：建德、建德南、龙游北、衢江、衢州西、江山。其中衢江站为预留站，建德站和江山站为既有站。桐庐至建德段借用杭黄客运专线，未知日后是否建设新线。
| 杭衢铁路 |          |          |                         |                       |          |        |
| 车站名称 | 所在区域 | 所在区域 | 建德站 起计里程（公里） | 连接铁路              | 站场规模 | 备注   |
| 建德站   | 杭州市   | 建德市   | 0                       | 杭黄客运专线 金建铁路 |          |        |
| 建德南站 | 杭州市   | 建德市   |                         |                       | 2台6线   |        |
| 龙游北站 | 衢州市   | 龙游县   |                         |                       | 2台4线   |        |
| 衢江站   | 衢州市   | 衢江区   |                         | 衢丽铁路              |          | 预留站 |
| 衢州西站 | 衢州市   | 柯城区   |                         |                       | 3台7线   |        |
| 江山站   | 衢州市   | 江山市   |                         | 沪昆客运专线 沪昆铁路 |          |        |